# Dejan Mihevc
Dejan Mihevc (14 maggio 1978) è un allenatore di pallacanestro sloveno.

## Palmarès
- Campionato sloveno: 1

Šentjur: 2014-15
- Coppa di Polonia: 1

Pierniki Toruń: 2018
- Supercoppa slovena: 2

Šentjur: 2015
Krka Novo mesto: 2016
- Supercoppa polacca: 1

Pierniki Toruń: 2018